# ۱۳۵ (قمری)
۱۳۵ (قمری)، صد و سی و پنجمین سال در گاهشماری هجری قمری است. اول محرم این سال برابر با بیست و دوم ژوئیه سال ۷۵۲ میلادی است.

## رویدادها
• ابوالعباس سفّاح،نخستین خلیفه عباسی است و در این سال شهر‌ هاشمیه را در نزدیکی شهر انبار بنا نهاد

## وابسته
- شعوبیه